# Sint-Janskerk (Maastricht)

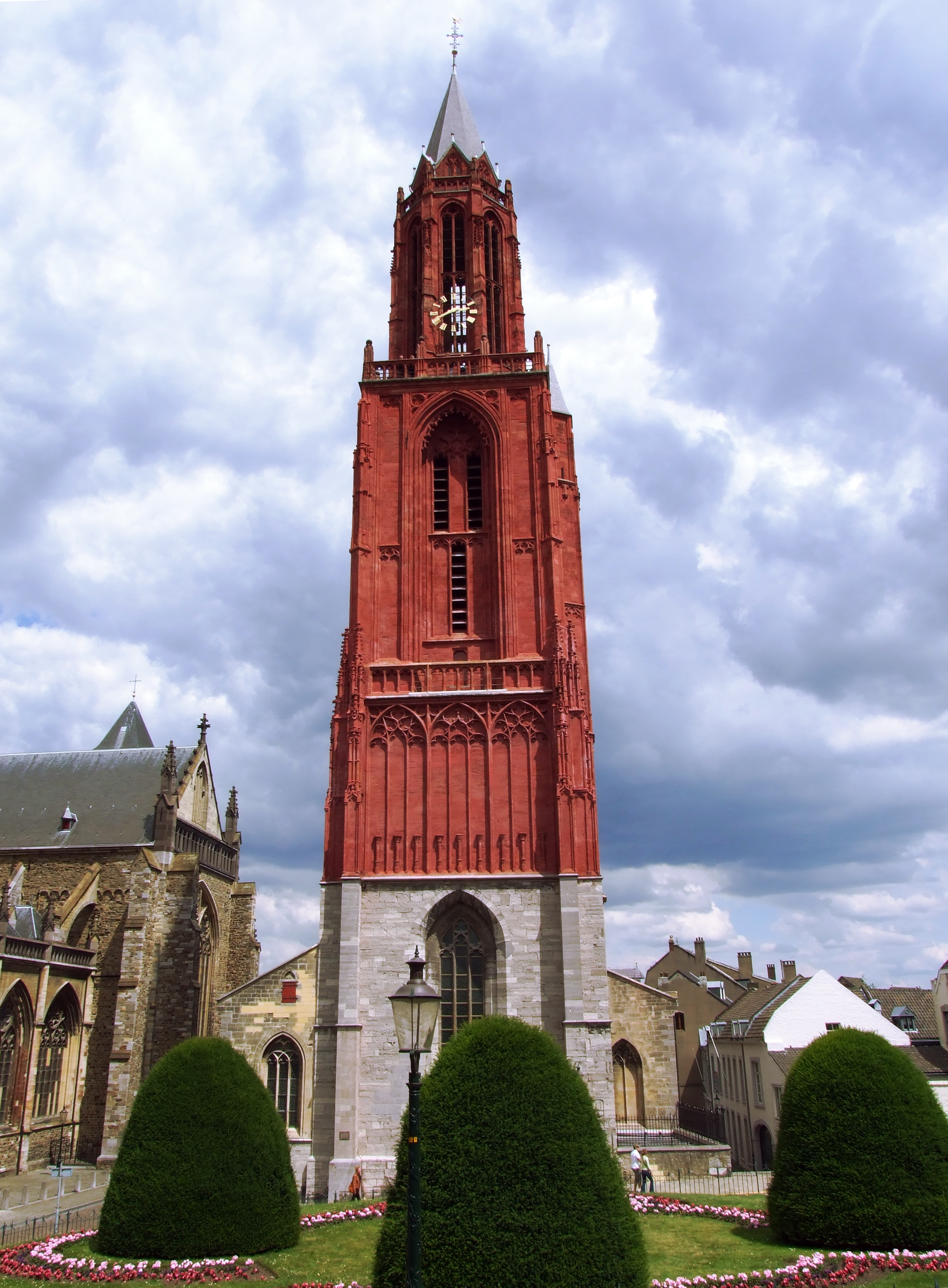
Turm der Sint-Janskerk in Maastricht

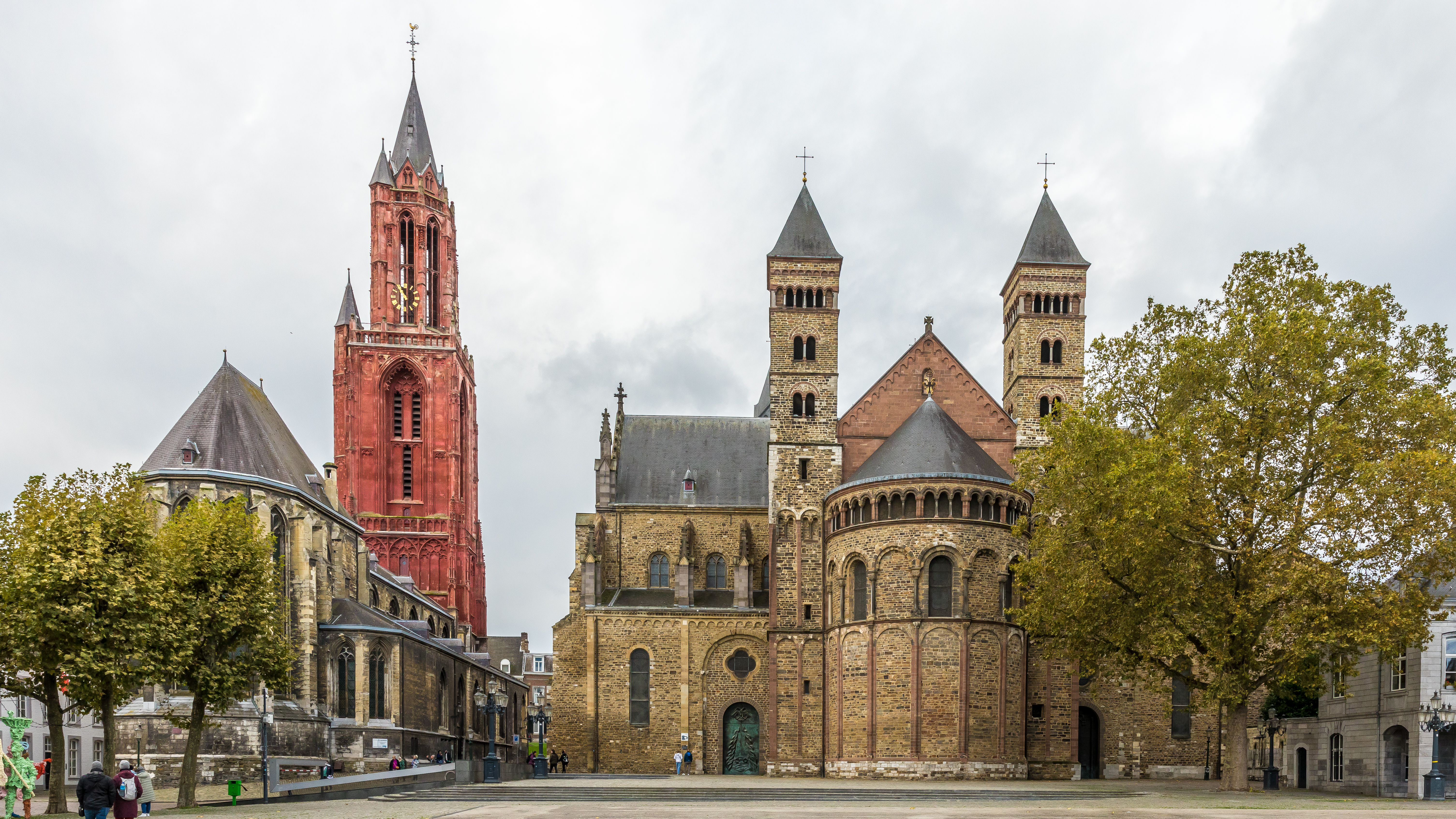
Sint-Janskerk (links) und Servaasbasiliek (rechts) am Vrijthof in Maastricht

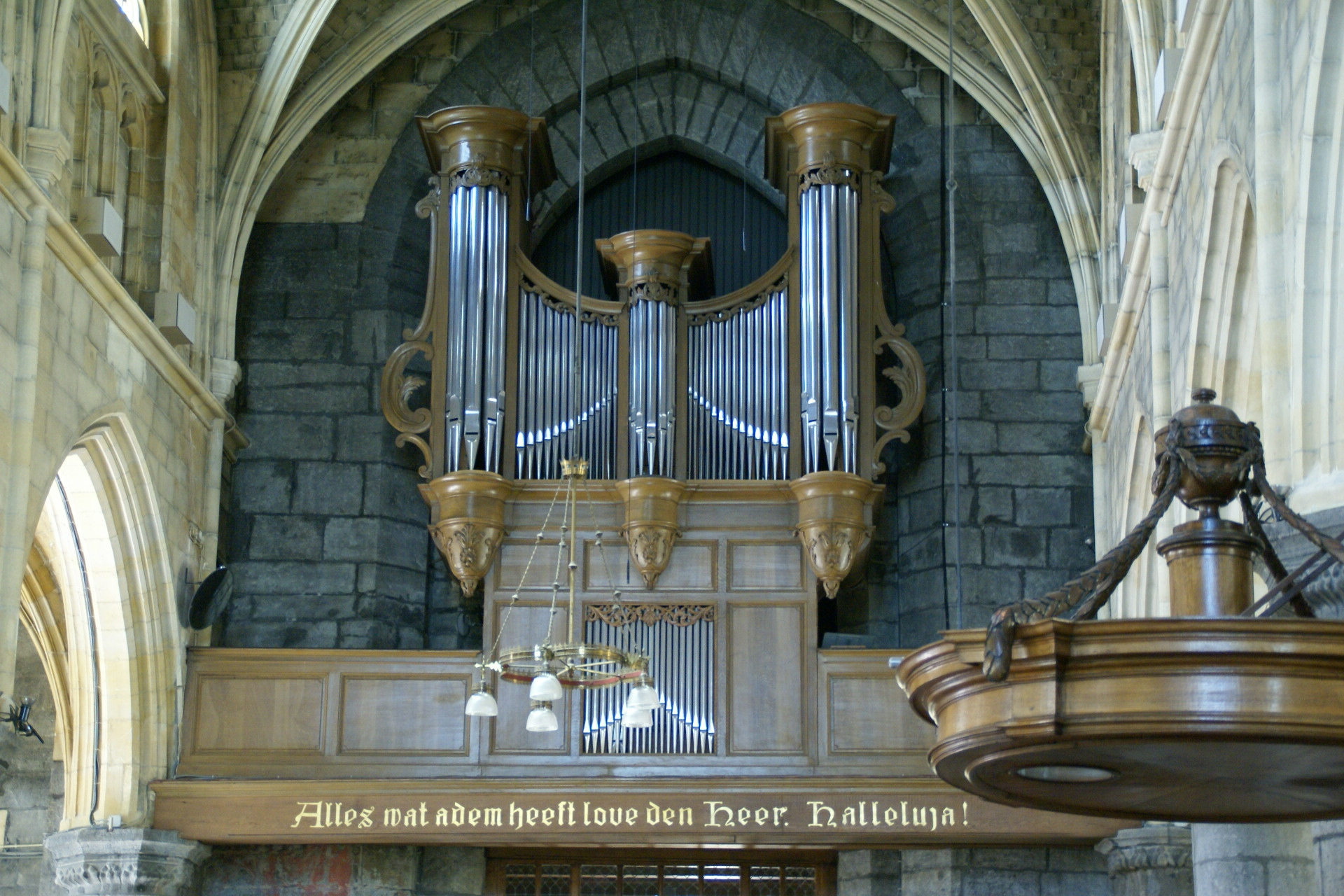
Blick auf die Orgel

Die Sint-Janskerk (deutsch Johanneskirche) ist ein Kirchengebäude der Protestantischen Kirche in den Niederlanden im Zentrum der niederländischen Stadt Maastricht. Die Kirche liegt in unmittelbarer Nachbarschaft zur katholischen Servaasbasiliek. Das Gotteshaus ist seit dem Jahr 1966 als Rijksmonument eingestuft.

## Geschichte
Die Sint-Janskerk wird erstmals 1218 erwähnt. Als Pfarrkirche war sie unmittelbar neben der älteren Stiftskirche St. Servatius errichtet worden.
Ihr alter Turm stürzte 1366 bei einem Sturm ein. In der zweiten Hälfte des 15. Jahrhunderts wurde der heutige, 79 Meter hohe Turm errichtet.
1632 ging die Kirche an die Protestanten über. Seit dem 18. Jahrhundert sind diverse Renovierungen belegt. In der letzten großen Renovierung 1984 erhielt der Kirchturm seine charakteristische rote Farbe.

## Orgel
Die Orgel wurde 1992 von der Orgelbaufirma L. Verschueren in dem vorhandenen Orgelgehäuse aus dem Jahre 1780 (Joseph Binvignat) erbaut, wobei teilweise Pfeifenmaterial aus der historischen Orgel Wiederverwendung fand (entsprechende Register sind mit „H“ gekennzeichnet). Das Schleifladen-Instrument hat 25 Register auf zwei Manualen und Pedal. Die Trakturen sind mechanisch.
| I Grand Orgue C–f3 |               |        |   |
| 1.                 | Grand Bourdon | 16′    | H |
| 2.                 | Montre        | 8′     | H |
| 3.                 | Bourdon       | 8′     | H |
| 4.                 | Prestant      | 4′     | H |
| 5.                 | Flûte         | 4′     |   |
| 6.                 | Nasard        | 2 ⁄3′  |   |
| 7.                 | Doublette     | 2′     | H |
| 8.                 | Tierce        | 1 3⁄5′ |   |
| 9.                 | Fourniture IV |        | H |
| 10.                | Cornet IV     |        |   |
| 11.                | Trompette     | 8′     | H |
| 12.                | Clairon       | 4′     |   |

| II Positif C–f3 |                |        |
| 13.             | Montre         | 8′     |
| 14.             | Bourdon        | 8′     |
| 15.             | Prestant       | 4′     |
| 16.             | Flûte          | 4′     |
| 17.             | Nasard         | 2 ⁄3′  |
| 18.             | Doublette      | 2′     |
| 19.             | Flageolet      | 2′     |
| 20.             | Tierce         | 1 3⁄5′ |
| 21.             | Fourniture III |        |
| 22.             | Cromorne       | 8′     |
|                 | Tremulant      |        |

| Pedal C–d1 |          |     |   |
| 23.        | Soubasse | 16′ | H |
| 24.        | Flûte    | 8′  |   |
| 25.        | Bombarde | 16′ |   |